# 成瀬政博
成瀬 政博（なるせ まさひろ、1947年 - ）は、日本の画家、イラストレーター、エッセイスト。

## 人物
大阪府出身。大阪外国語大学を卒業後、公務員の傍ら美術評論を書いていたが、退職してイラストレーターに転身した。1997年から、谷内六郎の後を引き継いで「週刊新潮」の表紙絵とコラムを担当している。
画家の横尾忠則の実弟。妻との間に5人の子供がいる。

## 経歴
- 1947年 - 大阪府に生まれる。
- 1969年 - 大阪外国語大学外国語学部朝鮮語学科卒業。画家として作品を発表し始める。
- 1974年 - 大阪簡易裁判所入所。
- 1983年 - 退職し、イラストレーターなどとして活動を始める。
- 1989年 - 長野県北安曇郡松川村に移住。
- 1997年 - 「週刊新潮」表紙絵担当開始。
- 2000年 - タオル美術館ASAKURA「週刊新潮」表紙絵原画を常設展示。
- 2004年 -  長野県安曇野市穂高有明に個人美術館「museum cafe BANANA MOON」開設。

（以上）

## 出版物
- コラージュ集「桃を置く」Gargas、2007
- 画集「SOUND OF MOON-月の音」新潮社、2000
- 画集「gaze」セイコーエプソン株式会社、1996
- 詩画集「LUNA2（二乗の月）」ぽせむはうす青猫座、1995
- 童話本「星の噴水器」ギャラリー四季、1994
- 画集「BANANA MOON」安曇野絵本館、1992
- 画集「SPACE IN THE HEARTー成瀬政博・心の宇宙」偕成社、1989
- 絵本「ひこうきになったゆいくん」他、偕成社、1981

## 美術館
- museum cafe BANANA MOON（長野県安曇野）[1]
- タオル美術館ASAKURA、成瀬政博コレクション（愛媛県）